# Ridván

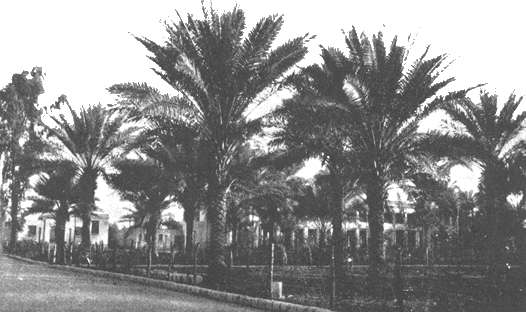
Tuin van Ridván in Bagdad, Irak

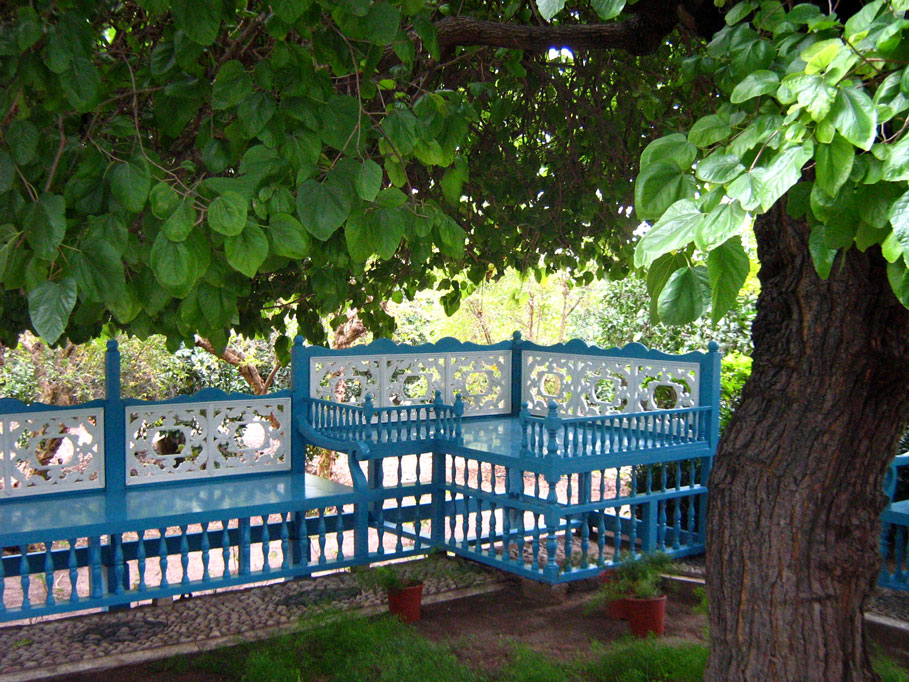
Tuin van Ridván in Akko, Israël

Ridván (Arabisch: رضوان transliteratie: Ridwán; Perzisch transliteratie: Ridván; uitspraak: Rizvaan) is een twaalfdaags feest in het bahai-geloof, ter herdenking van het begin van de missie van Bahá'u'lláh. Het begint bij zonsondergang op 19 of 20 april (afhankelijk van de datum van Noroez) en gaat door tot zonsondergang op 1 of 2 mei. De eerste (20 of 21 april), negende (28 of 29 april) en twaalfde (1 of 2 mei) dagen van Ridván gelden als heilige dagen.
"Ridván" betekent paradijs en verwijst naar de Tuin van Ridván, buiten Bagdad waar Bahá'u'lláh twaalf dagen verbleef nadat het Ottomaanse Rijk hem had verbannen uit Bagdad en vóór aanvang van zijn reis naar Constantinopel. Tijdens de eerste dag in de tuin deed Bahá'u'lláh drie uitspraken: (1) intrekking van de religieuze oorlog die onder bepaalde voorwaarden is toegestaan in de Islam en het Bábisme; (2) dat er binnen 1000 jaar geen andere Manifestatie van God zal verschijnen; en (3) dat alle namen van God nu volledig tot uiting zijn gekomen in alle dingen.
In de Kitáb-i-Aqdas, geschreven rond 1873, noemt Bahá'u'lláh het Feest van Ridván als een van de twee "Grootste Feesten", samen met de Verkondiging van de Báb. Hij noemt het ook "het Allergrootste Feest" en de "Koning der Feesten".

### Primair
- Baháʼí World Centre (2017). Days of Remembrance – Selections from the Writings of Baháʼu'lláh for Baháʼí Holy Days.

### Secundair
- Smith, P. (1999). A Concise Encyclopedia of the Bahá'í Faith. Oneworld Publications, Oxford, UK. ISBN 1851681841.